# Ушаковка (Атяшевский район)
Ушаковка — село в Атяшевском районе, административный центр Ушаковского сельского поселения.

## География
Расположено в 9 км от районного центра и 2 км от рзд. 133 км.

## История
Название-антропоним. Упоминается в документе 1671 г.: «…воеводой в Корсуни был Семён Ушаков, в это время в двух соседних уездах — в Корсунском и Алатырском, по обе стороны Суры, возникли две деревни Ушаковки». В Ушаковке (Спасское) в 1-й половине 18 в. было поместье И. С. Чиркова; в конце 18 в. — Е. В. Лужиной, которой принадлежали 58 дворов и 480 крепостных крестьян, 1 064 десятин земли и 19 десятин леса. В «Списке населённых мест Симбирской губернии» (1863) Ушаковка — деревня владельческая из 44 дворов (478 чел.) Ардатовского уезда. По данным 1913 г., в Ушаковке насчитывалось 93 двора (570 чел.); имелись церковь и школа. М. Фролов владел мельницами, Я. Т. Дюков держал магазин, на горке «Магазей» находились продовольственные и промтоварные склады. В 1931 г. в селе было 113 хозяйств (611 чел.). В начале 1930-х гг. были созданы колхозы «Рабочая пчела» (с. Ушаковка), им. Кирова (д. Макалейка), «Свобода» (д. Чамзинка), «Парижская коммуна» (с. Сосуновка), «Наука Ленина» (д. Ребровка), с 1951 г. — объединенные хозяйства им. Кирова (с. Ушаковка) и «Наука Ленина» (с. Сосуновка), с 1992 г. — СПК «Ушаковский» и «Сосуновский». В современном селе — средняя школа, библиотека, Дом культуры, медпункт, магазин. Ушаковка — родина военачальника С. К. Горюнова, бывшего председателя Атяшевского райисполкома, редактора газеты «Вперёд» А. Д. Тарасова. В Ушаковскую сельскую администрацию входят с. Сосуновка (318 чел.), д. Чамзинка (38), Макалейка (20), Ребровка (6), рзд. Бобоедово (4 чел.).

## Население
| 2002 | 2010 |
| ---- | ---- |
| 238  | ↘216 |